# Wilhelm August Ackermann

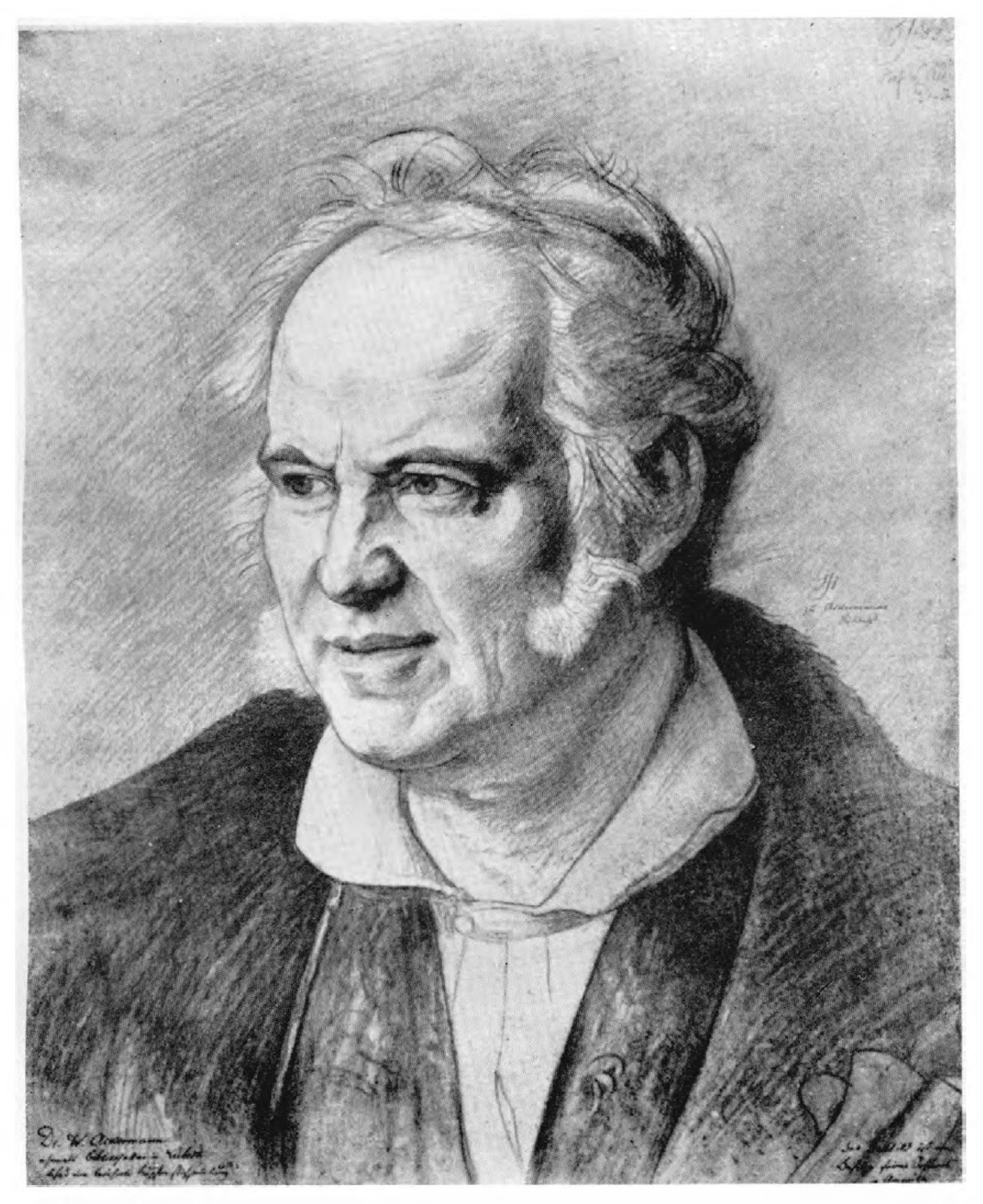
Wilhelm August Ackermann (1853); Kreidezeichnung von Julius Hübner

Wilhelm August Ackermann (* 21. März 1793 in Burkersdorf, Sachsen-Weimar; † 19. Oktober 1865 in Pirna) war ein deutscher Pädagoge, Bibliothekar und Kunsthistoriker.

## Leben
Ackermann war der Sohn des evangelisch-lutherischen Geistlichen Wilhelm August Ackermann und dessen Frau Dorothea, geborene Grünlerin. Zunächst am Collegium Fridericianum in Königsberg tätig, wurde er am 6. Dezember 1826 an das Katharineum zu Lübeck berufen und war dort als Gymnasiallehrer (Professor) tätig. Am 3. April 1833 wurde er als Nachfolger von Ferdinand Grautoff vom Senat der Stadt Lübeck als Stadtbibliothekar in Lübeck ernannt, ein Amt, das traditionell am Katharineum verankert war, bis die Lübecker Stadtbibliothek eine feste eigene Leitung erhielt. Hier veröffentlichte er zwei Broschüren Mittheilungen über die öffentliche Bibliothek in Lübeck (1835/40).
Nach dem Tod der Ehefrau 1842 gab er den Lehrerberuf auf und ging nach Dresden. Er war ein Freund von Julius Hübner, der ihn auch porträtierte.
Er war Vater von Ernst Wilhelm Ackermann (1821–1846), der ein deutscher Theologe und Dichter der Spätromantik war. Wilhelm August Ackermann gab dessen Nachlass unter dem Titel Aus dem poetischen Nachlasse von Ernst Wilhelm Ackermann. Mit einem Vorwort von Ernst Raupach. Herausgegeben vom Vater des Verewigten. 1848 heraus.
1851 veröffentlichte er den zweibändigen historischen Roman Der letzte Montmorency um die zur Zeit der Hugenotten angesiedelten Person des Herzogs Henri II. de Montmorency, der in der damaligen Literaturkritik jedoch kein hervorragendes Lob erfuhr.
Ackermann starb in der Anstalt Schloss Sonnenstein in Sachsen.

## Schriften
- Lübecks Bürgerschule in ihrem bisherigen Varhältnis zur Gelehrtenschule. Lübeck 1833.
- Mittheilungen über die öffentliche Bibliothek in Lübeck, 2 Lieferungen, Lübeck: Borchers 1835–1840.
- Verzeichniss vorzüglicher und für die Geschichte der Kunst besonders wichtiger Kupferstiche, Radirungen und andrer Kunstblätter vom Beginn der Kupferstecher Kunst bis auf die Gegenwart: In sorgfältigst gewählten Exemplaren nebst Kupferstich- u. andern neuern Pracht-Werken, einigen Zeichnungen u. bunten Blättern u. Büchern zur Kunstgeschichte gehörig, Rattgens, 1844.
- Der Portraitmaler Sir Godfrey Kniller im Verhältnis zur Kunstbildung seiner Zeit. Borchers, Lübeck 1845. (Digitalisat des MDZ)
- Der letzte Montmorency. 2 Bände. G. Wigand, Leipzig 1851. (Digitalisat: Band 1, Digitalisat: Band 2).
- Catalog der sorgfältigst gewählten und kostbaren Sammlung von ältesten, älteren und neueren Kupferstichen, Radierungen und anderen Kunstblättern von den wichtigsten zur Kunstgeschichte gehörigen Büchern und einigen anderen Kunstgegenständen. Wilhelm August Ackermann, Rudolph Weigel. Dresden 1853. (Kunstauktionskatalog)